# Рада експертів з нового коронавірусу
Рада експертів з нового коронавірусу (яп. 新型コロナウイルス感染症対策専門家会議) — японський консультативний орган, створений у штабі з контролю за новим коронавірусним захворюванням при уряді Японії.

## Передумови
Рада була створена 14 лютого 2020 року для консультування кабінету міністрів Японії з медичної точки зору після першої підтвердженої смерті від COVID-19 в Японії. Директор Національного інституту інфекційних захворювань Такадзі Вакіта головував на раді експертів, а Шигеру Омі, який відіграв важливу роль у заходах проти SARS як директор регіонального бюро ВООЗ для Західної частини Тихого океану, а пізніше розробляв заходи проти епідемії грипу H1N1 у 2009 році в Японії був заступником голови ради. До складу ради входили професор Хітосі Осітані, який є керівником групи кластерних заходів, і розробляв заходи під час спалаху SARS як радник з інфекційних захворювань у регіональному бюро ВООЗ для Західної частини Тихого океану, та низка інших експертів.

## Розпуск ради
На прес-конференції 24 червня 2020 року міністр економічної та фіскальної політики Ясухіро Нісімура оголосив, що раду експертів буде скасовано, та що новий підкомітет експертів з інфекційних хвороб буде створено при Консультативній раді з протидії новому грипу та іншим захворюванням як заміна експертної ради. Причиною скасування ради, за словами міністра, стало те, що «вона не ґрунтувався на законі і її позиція була нестабільною». Оголошення видалося несподіваним, і присутній заступник голови Сігеру Омі не зміг приховати свого збентеження. 3 липня на основі Закону про спеціальні заходи щодо коронавірусу було створено Підкомітет з контролю за інфекційними захворюваннями, спричиненими новим коронавірусом. Членами підкомітету були інфекціоністи, а також представники місцевих органів влади, керівники профспілок, економісти, фахівці з комунікації ризиків та інші експерти. Сігеру Омі став виконуючим обов'язки голови підкомітету.

## Стратегія Японії щодо COVID-19
Метою Ради експертів є стримування пандемії при збереженні соціально-економічної діяльності. Якщо країни по всьому світу постійно блокуватимуть міста та посилюватимуть блокаду щоразу, коли виникає спалах, глобальна економіка та суспільство зазнають краху. Вони вважають, що блокада міст — це захід 19-го століття, і що є захід типу 21-го століття, щоб стримати поширення інфекції, контролюючи поведінку людей.
Розробка вакцини потребує часу, і на початок роботи ради ще не було відомо, чи можливо її створити. Колективний імунітет не може бути досягнутий, якщо не буде помре велика кількість хворих, і близько 70 % населення не буде інфіковано.
Рада обрала три стовпи базової стратегії. 1. Раннє «руйнування кластерів» шляхом дослідження великої кількості випадків. 2. «Запобігання загостренню» шляхом зміцнення медичної системи. 3. «Зміна поведінки людей» для запобігання поширенню інфекції.

### Три C
Зустріч експертів проаналізувала спалах в Ухані, який перейшов у першу хвилю COVID-19 у Японії, і виявила умови, за яких виникають кластери, «Три C (3つの密, Mittsu no Mitsu)». Вони прийшли до висновку, що більшість первинних випадків, які спричиняли великі кластери, були або безсимптомними, або мали дуже легкі симптоми, і вважали, що неможливо зупинити появу кластерів, просто протестувавши багатьох людей. Першою стратегією, яку вони виробили, було уникати місць «Трьох С» (закриті простори, переповнені простори та місця близького контакту)". Основними шляхами зараження вважалися «контактна інфекція», яка передається при дотику до речовини, до якої прикріплений вірус, і «краплинна інфекція», яка передається через вдихання крапель при чханні або кашлі. Однак було зазначено, що можливість «мікрокрапельної інфекції» вказується як новий шлях зараження. Маленька частинка, мікророзпилювач, діаметром менше 10 мікрометрів, що містить вірус плаває в повітрі протягом 20 хвилин, і інфекція поширюється через людей, які знаходяться поблизу, всмоктуючи її.

### Кластерне спостереження
Однією з особливостей заходів щодо нового коронавірусу в Японії є стратегія кластерного нагляду. Японія запобігла спалахам за допомогою епідеміологічних досліджень, зосереджених на кластерному нагляді.
На початку лютого члени групи кластерних заходів Осітані та Хіросі Нісіура, проаналізувавши дані першої хвилі з Китаю, виявили, що 80 % хворих не заразили інших коронавірусом, але деякі хворі заразили багатьох людей. Експертна нарада звернула увагу на це, вони вирішили запобігати спалахам, відстежуючи інфікованих людей і тестуючи тих, хто був з ними в тісному контакті. 80 % цих інфікованих нікого не заражають новим коронавірусом, тому не потрібно знаходити всіх інфікованих. Якщо буде можливість знайти кластер, то буде можливо певною мірою контролювати цю хворобу. Основними шляхами зараження вважалися «контактна інфекція», яка передається при дотику до речовини, до якої прикріплений вірус, і «краплинна інфекція», яка передається через вдихання крапель при чханні або кашлі. Однак було зазначено, що можливість «мікрокрапельної інфекції» вказується як новий шлях зараження. Маленька частинка діаметром менше 10 мікрометрів, що містить вірус, мікророзпилювач плаває в повітрі протягом 20 хвилин, і інфекція поширюється через людей, які знаходяться поблизу, всмоктуючи її. Якщо кількість позитивних невелика, можна ослабити поширення інфекції шляхом відстеження кластера, і можна продовжувати заходи проти інфекційних захворювань, зберігаючи постійну господарську діяльність.
Коли рівень зараження дуже низький, інфекція не поширюватиметься через тестування лише на людей із високим ризиком. ПЛР-тести дають хибнопозитивні результати, тому багато тестів із низьким рівнем зараження можуть навіть призвести до того, що хибнопозитивні результати переважатимуть над справжніми. Рада прийняла цю стратегію з урахуванням цього факту.
За всім цим стояв той факт, що медичні ресурси Японії були вразливими. На відміну від інших азійських країн, Японія не була добре підготовлена до тестування на інфекційні захворювання, оскільки в країні не реєструвалися випадки SARS. Новий коронавірус був дуже заразною хворобою, тому тих, у кого був позитивний тест, вимагали госпіталізувати навіть у легких випадках, а ліжок для хворих було мало.
Великою проблемою вважалось також те, що кількість ПЛР-тестів не зросла при стрімкому збільшенні інфікованих, і кількість ПЛР-тестів поступово збільшувалася із середини березня.
Стратегія добре працювала до середини березня, і за допомогою неї вдалося запобігти першій хвилі хвороби з Китаю, але другу хвилю через репатріантів з Європи та США не вдалося зупинити, і спалах стався в квітні. Це було виявлено в травні в результаті дослідження геномної молекулярної епідеміології нового коронавірусу (SARS-CoV-2).

### Зміна поведінки населення
Спалах хвороби стався в квітні 2020 року, і уряд оголосив «надзвичайний стан» і попросив населення дотримуватися карантину. Рада експертів попросила населення «зменшити контакти між людьми на 80 % більше, ніж зазвичай», щоб знизити темпи зростання кількості інфікованих і знову дозволити кластерне спостереження. Вони сумнівалися, що мета у 80 % досягнута, але було досить широке добровільне національне дотримання. Здавалося, м'який «локдаун» Японії мав справжній ефект карантину. Коли в травні уряд скасував надзвичайний стан, для населення було запропоновано «новий спосіб життя».

## Загальний огляд

### 15-те засідання (29 травня 2020 року)
Скасувавши надзвичайний стан, рада тоді оцінила свої зусилля. Японія досягла певних результатів у стримуванні зростання кількості інфікованих і зменшенні кількості смертей і серйозних травм порівняно із західними країнами. Були названі чотири фактори: 1. загальна система медичного страхування, 2. високий медичний рівень, 3. громадські центри охорони здоров'я в кожному регіоні, 4. висока обізнаність населення щодо гігієни. Крім того, було оцінено ефективність «раннього виявлення поширення двох хвиль інфекції з Китаю та Європи» та «кластерних контрзаходів». Загалом першою хвилею в Японії ЗМІ та інші називають поширення інфекції у квітні. Проте хвилю з Китаю Експертна нарада назвала «першою хвилею», а хвилю з Європи та США «другою хвилею». Зупинивши дві хвилі, точне виявлення епідемії допомогло запобігти швидкому поширенню інфекції. Зростання сукупної кількості інфікованих з 18 по 25 лютого це підтверджує. У той час кількість випадків в Німеччині, Франції, Великій Британії та низці інших країн значно не зросла, але, можливо, вона просувалась непомітно. Поширення інфекції фактично відбулося в західних країнах, але, можливо, воно зростало приховано. Цілком імовірно, що це могло призвести до наступного спалаху.
Кластерне спостереження зіграло важливу роль у фіксуванні поширення інфекції в Японії. Кластерне спостереження за допомогою активних епідеміологічних досліджень, таких як опитування інфікованих людей, також поширене за кордоном, але існує велика різниця в методі між Японією та іншими країнами. Японія провела два типи обстежень: «проспективне відстеження контактів», яке визначає тісні контакти з інфікованими людьми, починаючи з нових випадків, і «ретроспективне відстеження контактів», яке визначає, де були інфіковані нові хворі, і тісні контакти разом з ними на їх загальне джерело інфекції. Однак більшість країн не провели це «ретроактивне відстеження контактів», хоча деякі випадки були підтверджені на Тайвані. Експертна нарада припустила, що на задньому плані може бути різниця в їхніх кінцевих цілях. Інші країни прагнуть стримати цей вірус, але Японія не націлена на це в першу чергу і часто заявляє, що це неможливо. «Проспективне відстеження контактів» — це базова стратегія для кластерного нагляду, яка використовується для стримування вірусу, та має історію використання під час епідемій SARS та Еболи. Однак із самого початку в Японії зазначалося, що стримати цей новий коронавірус майже неможливо. Якщо проводити лише «проспективне відстеження контактів», спрямоване на стримування, неминуче не помітити приховане поширення інфекції. На щастя, центри громадської охорони здоров'я в Японії з самого початку проводили розслідування джерела інфекції разом із відстеженням тісних контактів з інфікованими людьми. Рада експертів заявила, що вони продовжуватимуть ретельно досліджувати, чому вони змогли спочатку дослідити джерело інфекції в Японії, а потім припустила, що це може бути пов'язано з постійними зусиллями знайти джерело туберкульозу.
Коли журналісти зазначили, що ПЛР-тестів для тісних контактів було недостатньо, рада експертів сказала: «Існує непорозуміння щодо ПЛР-тестів. Навіть якщо вони проводяться, не всі випадки можна виявити. Чутливість набору тестів до безсимптомних осіб не дуже висока. Ніхто не знає, коли вони заразяться, тому нам доведеться тестувати кожного щодня, щоб підтвердити. Це правильний вибір? Нам потрібно це розглянути». У відповідь на думку про те, що низька кількість ПЛР-тестів призвела до затримки заходів, рада експертів сказала: «Навіть якщо тісний контакт певною мірою упущений, більшість із них нікого не заражає вірусом. Навіть якщо є деякі пропуски, багато ланцюжків зникнуть природним чином. З'ясувавши розташування багатьох кластерів, ми змогли визначити зони, де ймовірне зараження, наприклад „3C“, і надіслали повідомлення, щоб уникнути такого середовища». Однак рада експертів також визнала, що кількість тестів була недостатньою в той час, коли кількість випадків зросла в квітні, і закликала країну та кожну префектуру розвивати систему тестування.
Рада експертів дала попередню оцінку ефекту оголошення урядом надзвичайного стану 7 квітня, але вказала, що пік фактичної кількості інфікувань був приблизно 1 квітня, до оголошення, і вже мав тенденцію до зниження через комендантську годину, оголошену губернатором Токіо.
Рада експертів продемонструвала визнання важливості запобігання поширенню інфекції та тяжкості стану пацієнта шляхом надання ранньої діагностики та ранньої медичної допомоги інфікованим людям. Нарада експертів заявила, що повторне поширення латентних випадків інфекції вже могло відбутися в деяких районах Японії, і що важливо бути обережним і стежити за цим, продовжуючи соціально-економічну діяльність. Рада експертів перерахувала три ініціативи з цією метою: можливість ранньої діагностики інфікованих людей за допомогою швидких тестів, таких як тести на антиген, з'ясування початкових симптомів і звуження цілей тесту, проведення досліджень для виявлення ознак прогресування стану хворого від субклінічного до середнього ступеня тяжкості.

## Критика
Рада експертів і кабінет Абе жорстко критикувалися японськими засобами масової інформації та їх експертами. Під їх впливом японці також суворо дивилися на кабінет Абе. Згідно з опитуванням громадської думки «Asahi Shimbun» і «Mainichi Shimbun» у травні 2020 року, рейтинг схвалення кабінету впав до найнижчого рівня з моменту його створення.
Рада експертів також була розкритикована. Частина оглядачів вважали експертів відповідальними за зволікання із заходами, відсутність ПЛР-тестів та інші явища. На сесіях питань і відповідей у бюджетному комітеті верхньої палати заступника голови Омі критикували за невелику кількість ПЛР-тестів, і звинуватили генерального секретаря Конституційного комітету Конституційно-демократичної партії Японії Тецуро Фукуяма за заяву про те, що ніхто не знав фактичної загальної кількості інфікованих. Опозиційні партії та засоби масової інформації звинуватили раду експертів у невиконанні своїх обов'язків науковців у зв'язку з відсутністю запису протоколу. Голова ради Вакіта підкреслив, що вони надіслали якомога більше інформації через пропозиції та прес-конференції, і що уряд повинен забрати протокол. Омі сказав, що експертии запропонували уряду надати протокол.
Не лише в Японії, але й за кордоном, особливо в США, Великій Британії та Китаї, раду експертів критикували. Був потік критики як з країни, так і з-за кордону на адресу ради експертів і реакції уряду з приводу ситуації на круїзному лаайнері Diamond Princess.
Американські та китайські засоби масової інформації розробили теорію змови про Олімпійські ігри, стверджуючи, що кабінет Абе брав участь у змові, щоб зробити так, щоб кількість інфікованих виглядала меншою, ніж фактична кількість, до моменту прийняття рішення про перенесення Олімпіади. Телекомпанія ABC-TV процитувала заяву японського професора Коїчі Накано як додаткову примітку та запитала: «Чому кількість інфікованих людей раптово зросла в Японії, як тільки Олімпіада була відкладена?». Пізніше перевірка фактів у кількох засобах масової інформації визнала це фейковою новиною.
Невелика кількість ПЛР-тестів у Японії викликала сумніви в усьому світі. Американський телеканал CNN, посилаючись на інтерв'ю з медичними працівниками Кендзі Сібуя та Масахіро Камі, а також політологом Коїчі Накано та членом Комуністичної партії Японії Томоко Тамура, повідомив, що кількість інфікованих осіб, оголошена урядом Японії, недостатньо порахована, і що потрібно буде активно проводити більше тестів, щоб точно зрозуміти фактичну ситуацію. Газета Комуністичної партії «Акахата» заявила, що в Японії занадто мало тестів порівняно з іншими країнами, і що необхідно збільшити кількість ПЛР-тестів. У Японії навіть існувала теорія змови, згідно з якою рада експертів навмисно не проводила ПЛР-тести у змові з кабінетом Абе, і що Національний інститут інфекційних захворювань (до якого належить рада) перешкоджала збільшення кількості ПЛР-тестів у спробі монополізувати дані. З іншого боку, багато інфекціоністів і клініцистів, які були знайомі з доказовою медициною, через соціальні мережі скаржилися на можливість швидкого збільшення кількості ПЛР-тестів.
Щодо цієї критики експертна нарада сказала, що хоча ПЛР-тест може давати хибнопозитивні та хибнонегативні результати, це єдиний метод тестування, який на даний момент може поставити остаточний діагноз, і його слід проводити належним чином, коли це необхідно, але також було сказано, що тестувати кожну людину було неефективно. Рада експертів стверджувала, що в Японії не було спалахів, тому мало людей пропустили через тестування. Заступник голови ради Омі сказав, що Японія проводила епіднагляд за пневмоніями, тому майже всі випадки захворювання проходять комп'ютерну томографію, більшість із них робили б ПЛР-тест, і що лише в деяких випадках ті, хто помер вдома або померли на вулицях, тестувалися після смерті, але їх система вказала правильну кількість смертей. Омі стверджував, що тестування великої кількості осіб без симптомів людей, які хвилювалися за свій стан здоров'я, призвела б до краху системи медичного обслуговування.
Кендзі Сібуя, старший радник Тедроса Аданома Гебреїсуса та професор Королівського коледжу Лондона у Великій Британії, різко критикував раду експертів за те, що Японія не змогла збільшити кількість ПЛР-тестів через їхній старий спосіб мислення щодо класифікації «репатріантів» і «контактів». Сібуя розкритикував раду експертів, що вона була залежною від уряду. Він був стурбований тим, що Японія, можливо, недооцінила кількість інфікованих людей, оскільки Японія мала низьку кількість ПЛР-тестів і відібрала зразки з високою ймовірністю зараження, про що Сібуя сказав в інтерв'ю CNN і «New York Times». Сібуя виступав за те, щоб ПЛР-тести проводилися всім жителям країни. Сібуя брав участь у національному русі, який закликав уряд провести 100 % ПЛР-тестування для всіх громадян, що коштувало б 54 трильйони єн. Він сказав, що не думає, що цих даних було досить для закриття учбових закладів по всій країні наприкінці лютого 2020 року. Використовуючи дані Інституту інфекційних хвороб, Сібуя сказав: «Я не можу сказати зі 100 % упевненістю, але я бачу, що в лютому була надлишкова смертність, спричинена іншою інфекцією, новим коронавірусом». Він також сказав, що рівень зараження в Японії, який можна прочитати з даних, оприлюднених урядом і Токіо, був недостатнім і не вистачало важливої епідеміологічної інформації. Сібуя розкритикував терміни введення надзвичайного стану, що було зроблено запізнення на тиждень. Експерти передбачив, що Японії доведеться неодноразово запроваджувати карантин та скасовувати заходи, оскільки кількість тяжкохворих і смертей у країні збільшиться після червня.
Виконавчий директор Японського науково-дослідного інституту медичного управління та зовнішній директор" SBI Pharma Co., Ltd." і «SBI Biotech Co., Ltd.» Масахіро Камі поскаржився, що нові заходи проти коронавірусу слід переглянути з самого початку. Він сказав: «Низька кількість інфікованих людей в Японії пояснюється обмеженою кількістю ПЛР-тестів. Можна з упевненістю сказати, що було близько мільйона прихованих хворих на коронавірус». Він стверджував, що причиною того, що кількість тестів не збільшилася, було те, що Національний інститут інфекційних хвороб, науково-дослідний інститут міністерства охорони здоров'я, праці та соціального захисту, контролював кількість тестів. Камі прийшов до висновку, що невдалі заходи Японії проти коронавірусу пояснюються неувагою до клініки, перевагою досліджень і конфіденційністю ради експертів. Він стверджував, що коріння походження членів ради веде до періоду Другої світової війни та звинуватив їх у тому, що вони є представниками установи, яка успадкувала ДНК японської імператорської армії, і що те, що вони робили з пацієнтами, було не лікуванням, а експериментом на людях. Він стверджував, що єдиним виходом буде кадрове оновлення існуючої системи.
Член громадської групи «Громадянська спілка, що закликає до скасування японо-американської системи безпеки та відновлення конституціоналізму», і професор Софійського університету Коїті Накано написав статтю для «New York Times» під назвою «Японія не може боротися з коронавірусом. Чи зможе вона прийняти Олімпійські ігри?» У цій статті він засудив уряд Японії як нездатний розробити заходи проти нового коронавірусу.
Колишній губернатор Токіо та політичний оглядач Йоїті Масудзое розкритикував прем'єр-міністра, сказавши: «Чи ніхто не може назвати особу, яка довіряє висновкам ради експертів, яка припустилася багатьох помилок, і людину, яка є маріонеткою медицини, асоціації та асоціації губернаторів, та є прем'єр-міністром країни? Хіба він не чує голосу людей?»
Голова та генеральний директор компанії «Rakuten» Хіроші Мікітані розкритикував слабкість системи ПЛР-тестів у твіттері, а потім спробував запустити набір для ПЛР-тестів для корпорацій від компанії, яку фінансує «Rakuten». Набір не був схвалений для медичного використання, та не міг використовуватися для остаточної діагностики. Громадськість розкритикувала набір, і було повідомлено, що продаж набору відкладено.
Генеральний директор SoftBank Group Масайосі Сон запропонував безкоштовно розповсюдити набори для ПЛР-тестів для одного мільйона осіб, але він відмовився головним чином через критику з боку медичних працівників. Заперечення проти плану полягало в тому, що інфекція поширювалася через кур'єра під час відправлення зразка, і що немедика важко просунути ватний тампон глибоко в ніс, щоб взяти зразок. Натомість співзасновник Alibaba Group і тодішній директор «SoftBank Group» Джек Ма отримав подяку за пожертвування 500 тисяч наборів тестів для США та Росії.Після цього Сон безкоштовно надав набори для тестування на антитіла для медичних закладів та ще низку необхідного устаткування.

## Склад ради експертів
Рада експертів складається з експертів з інфекційних хвороб, громадської охорони здоров'я, вірусології та юриста. Постійними членами є такі спеціалісти. Проте голова може запросити присутність інших експертів у разі необхідності.
- Голова ради — Такадзі Вакіта (Директор Національного інституту інфекційних захворювань)
- Заступник голови — Сіґеру Омі (голова Японської громадської організації охорони здоров'я та президент дорадчого комітету з питань політики основних заходів)
- Члени ради:
  - Сатосі Камаяті (виконавчий директор Японської медичної асоціації)
  - Акіхіко Кавана (професор кафедри медичної освіти, Медичний коледж національної оборони)
  - Йосіхіро Каваока (директор Міжнародного науково-дослідного центру інфекційних захворювань Інституту медичних наук Токійського університету)
  - Каорі Муто (професор Інституту медичних наук Токійського університету)
  - Хітомі Накаяма (юрист, юридична контора «Касуміґасекі-Соґо»)
  - Нобухіко Окабе (директор Інституту здоров'я та безпеки міста Кавасакі)
  - Хітосі Осітані (професор, Вища школа медицини, Університет Тохоку)
  - Мотої Сузукі (директор Центру епідеміології інфекційних захворювань Національного інституту інфекційних хвороб)
  - Касухіро Татеда (професор медичної школи Університету Тохо)
  - Масакі Йосіда (професор медичної школи університету Дзікей)